# Asamblea Legislativa de Montserrat
La Asamblea Legislativa es la legislatura de Montserrat. Es un parlamento unicameral compuesto por 11 miembros: 9 miembros elegidos por votación popular y 2 ex officio.

## Historia
La Asamblea Legislativa fue establecida luego de la promulgación de una nueva constitución en 2011, reemplazando al Consejo Legislativo. La primera elección bajo el nuevo sistema fue en 2014.

## Sistema electoral
La Asamblea tiene once miembros, de los cuales nueve son elegidos. Los otros dos asientos están ocupados por el fiscal general y el secretario de Finanzas. El territorio es una circunscripción de nueve miembros, y los votantes pueden votar por hasta nueve candidatos en su papeleta electoral bajo una votación de pluralidad en general.